# Вайохори
 Тази статия е за селото в Лъгадинско.  За бившето село в Кукушко вижте Ваисли.  
Вайохори, още Ваисли или Ваис кула (на гръцки: Βαϊοχώρι, катаревуса, Βαϊοχώριον, Вайохорион, до 1927 година Βάις Κουλά, Ваис кула), е село в Гърция, част от дем Бешичко езеро (Волви) в област Централна Македония.

## География
Вайохори е разположено в южното подножие на Бешичката планина (Ори Волви), близо до северния бряг на Бешичкото езеро.

## История
В XIX век Ваис кула е турско село в Лъгадинската каза на Османската империя. След Междусъюзническата война в 1913 година Ваис кула попада в Гърция. През 20-те години турското население на селото се изселва и на негово място са настанени гърци бежанци. Според преброяването от 1928 година Ваис е чисто бежанско село с 24 бежански семейства, със 105 души.
В 1928 година селото е прекръстено на Вайохори.